# مارسيلو (لاعب كرة قدم)
مارسيلو (بالبرتغالية: Marcelo Antônio Guedes Filho‏) (20 مايو 1987 بساو فيسنتي، ساو باولو في البرازيل - ) هو لاعب كرة قدم برازيلي في مركز الدفاع. شارك مع منتخب البرازيل تحت 20 سنة لكرة القدم. أما مع النوادي، فقد لعب مع فيسوا كراكوف ونادي آيندهوفن ونادي بشكتاش ونادي سانتوس وهانوفر 96.

## وصلات خارجية
- مارسيلو (لاعب كرة قدم) على موقع الاتحاد الأوربي (الإنجليزية)
- مارسيلو (لاعب كرة قدم) على موقع اتحاد تركيا (لاعب) (الإنجليزية)
- مارسيلو (لاعب كرة قدم) على موقع إي إس بي إن إف سي (الإنجليزية)
- مارسيلو (لاعب كرة قدم) على موقع قاعدة بيانات كرة القدم.إي يو (الإنجليزية)
- مارسيلو (لاعب كرة قدم) على موقع ليكيب (الفرنسية)
- مارسيلو (لاعب كرة قدم) على موقع Soccerbase.com (لاعب) (الإنجليزية)
- مارسيلو (لاعب كرة قدم) على موقع Soccerway.com (الإنجليزية)
- مارسيلو (لاعب كرة قدم) على موقع عالم كرة القدم.نت (الإنجليزية)
- مارسيلو (لاعب كرة قدم) على موقع AS.com (الإسبانية)